# Nucknitz
Nucknitz (hornolužickosrbsky  Nuknica) je vesnice, místní část obce Crostwitz v německé spolkové zemi Sasko. Nachází se v zemském okrese Budyšín v Horní Lužici a má 54 obyvatel.

## Historie
Vesnice Nucknitz je v písemných pramenech poprvé zmíněna roku 1512 jako Nuckewitz. V této době patřila k majetku kláštera Marienstern. Roku 1974 byla do té doby samostatná obec připojena ke Crostwitz.

## Geografie
Nucknitz leží asi 2 kilometry jihovýchodně od vsi Crostwitz v krajině zvané Horjany. Nachází se asi 12 kilometrů severozápadně od okresního města Budyšín a asi 13 kilometrů jihovýchodně od velkého okresního města Kamenz. Západně od vsi protéká potok Satkula. Krajina v okolí Nucknitz je převážně zemědělská, málo zalesněná.

## Obyvatelstvo
Vesnice leží v lužickosrbské oblasti osídlení. Většina obyvatel ovládá hornolužickou srbštinu a používá ji v běžném životě.

## Kultura
V prostoru mezi Nucknitz a sousední vsí Kopschin se od roku 1997 každoročně koná rockový festival Nuckstock.

## Pamětihodnosti
- tři památkově chráněné kříže z 19. století
- boží muka z roku 1776
- kaple svatého Antonína

## Osobnosti
- Matej Jan Kućank (1776–1844), kněz, podporovatel kultury
- Jakub Kućank (1818–1898), kněz, podporovatel kultury, spisovatel